# Archiv für Naturgeschichte
Archiv für Naturgeschichte (abreviado Arch. Naturgesch.) fue una revista con ilustraciones y descripciones botánicas que fue editada en Berlín desde 1835 hasta 1926. Se publicaron 92 números. Desde 1911 hasta 1926 se publicó con el nombre de Archiv für Naturgeschichte Abt. A. Originarbeiten y Archiv für Naturgeschichte Abt. B. Jahresber.